# 2025年柬泰边境争端
2025年柬泰邊境爭端，是2025年5月28日起，柬埔寨和泰国因領土糾紛而爆發的軍事衝突。此次爭端源於兩國長期未解決的邊界劃分問題，並在2025年因一系列事件導致局勢急劇惡化。5月28日，柬埔寨王家軍與泰國皇家軍隊在柏威夏省與烏汶府交界的「翡翠三角」地區發生短暫交火，造成一名柬埔寨士兵死亡，雙方互相指責對方率先開火。此後，兩國關係持續緊張，並在6月初短暫關閉邊境口岸；後雖重新開放，但局勢未見緩和。
7月16日，泰國士兵在巡邏時觸發地雷受傷，泰方指控柬埔寨在爭議地區新埋設地雷；柬方則反駁稱地雷為歷史遺留物，並指責泰軍偏離既定巡邏路線。7月23日，泰國外交部宣佈降低與柬埔寨的外交關係級別，召回泰國駐柬埔寨大使、並驅逐柬埔寨駐曼谷外交人員；柬方隨即採取對等措施。次日（7月24日），雙方在邊境至少六個地點爆發大規模軍事衝突，泰軍出動F-16戰機空襲柬埔寨境內目標，柬軍則以火箭炮還擊，導致泰國境內多名平民傷亡。聯合國秘書長安東尼奧·古特雷斯呼籲雙方克制，並透過對話解決爭端。
此次衝突是繼2008年至2011年柏威夏寺爭端後兩國最嚴重的軍事對抗，亦引發國際社會對東南亞地區穩定的擔憂，也是繼2025年印巴衝突後同一年內第二宗因邊境衝突導致外交關係降級的衝突。截至2025年7月25日，衝突仍在持續，並造成至少14名泰國平民及士兵死亡，柬埔寨方面亦有傷亡報告。

## 背景
柬泰边界争端源于1903年，暹罗与法国签署的条约中边界线不清。1935年，泰方雖質疑法方劃界存在舞弊，但只表達不滿。柬埔寨独立后，国际法院于1962年裁定柏威夏寺位于柬埔寨主权范围内，但周边地区仍存在争议，导致两国关系持续紧张。泰國民間不服裁決，認爲其基於不公的殖民條約。
2008年，柬埔寨成功將柏威夏寺申遺，引發泰國强烈反彈。在2008年至2011年的军事冲突中，双方均有人员伤亡。2013年，国际法院解釋了其1962年的裁决，做出了對柬方有利的裁決，要求撤軍未果。两国的民族主义情绪被認為加劇了冲突。
2021年起，边境紧张局势升级，零星衝突增加。東盟無力調解爭端，兩國消極談判，對調解方式存在分歧，柬方要求透過國際法院解決，泰方要求雙邊談判。2025年2月13日，泰国士兵阻止柬埔寨游客在邊境争议的塔门通寺庙群内唱柬埔寨国歌，致紧张局势再次升级。
2025年3月1日，泰国当局接到素罗娜丽部队的通知，位于翡翠三角區的特里穆克亭（Trimuk Pavilion）发生火灾，并已完全损毁。特里穆克亭由泰寮柬三國士兵共建而成，被視爲區域合作的象徵。柬埔寨軍方報告称，火灾是由附近村莊起火蔓延引起的。但也有傳言称，特里穆克亭可能并非受蔓延起火，柬方不滿泰方不断在佛教节日期间于特里穆克亭组织活动，為了報復泰军2月初禁止柬军将领涅亚·旺及军眷在塔門通寺演唱激昂歌曲，于2月28日深夜纵火焚烧該亭，事後柬军下令封锁消息。惟泰柬士兵視察后，泰军发表声明，否認了有關指控，並得出與柬埔寨軍方相同結論。。
2025年5月中旬，媒体和社交媒体上公布的照片显示，柬埔寨士兵在翡翠三角745号高地挖掘战壕，并增派了约100名士兵，改变地形并建立堡垒。后来，泰国第二军司令兼素罗娜丽特遣部队司令汶信（Boonsin Phadklang）中将透露，对事实进行调查后发现，挖掘战壕确实是一起事件。因此，泰国军队派出部队与柬埔寨方面进行谈判，停止在争议地区的行动，并达成从双方地区撤军的协议，同时安排一次非武裝会谈，并建立联合巡逻，以防止未来发生冲突。谈判后，双方士兵友好共进午餐的照片被公布，以表明他们和平解决局势的意愿。

## 經過

### 短暫衝突
2025年5月28日凌晨5点45分，柬埔寨和泰国士兵发生了10分钟的短暂枪战，导致一名柬埔寨士兵死亡。冲突发生在柬埔寨柏威夏省和泰国乌汶叻差他尼省的边境地翡翠三角。两国均发表声明，互相指责对方挑起暴力事件，导致双边关系再度紧张。柬埔寨军方发言人声称，泰国士兵在战壕中首先向柬埔寨士兵开火。与此同时，泰国军方发言人声称，在柬埔寨人开火之前，泰国士兵曾试图劝说柬埔寨士兵撤退。在柬埔寨第三支援师副司令通索万少将致电泰方素罗娜丽部队副司令奇拉·庄查姆将军协调停止冲突后，冲突于凌晨5点55分结束。泰方无人员伤亡。
翡翠三角冲突发生后，柬埔寨首相洪玛奈宣布向国际法院提起诉讼，同时重申不希望与泰国发生冲突。泰国副总理兼国防部长普坦威猜表示，双方都不希望局势升级，并确认事件已结束。2025年5月29日，泰國皇家陸軍总司令帕纳·克劳普洛图克将军与柬埔寨陆军总司令毛索潘将军会谈，討論合作與缓和局势，防止类似事件再次发生。

### 地雷事件
2025年7月16日，3名泰国皇家陆军士兵在翡翠三角区巡逻时误触地雷受伤。初步推测为冷战时期遗留地雷，但后续证据显示实为新型俄罗斯PMN-2地雷，其中一名伤者截肢。泰国拟将柬埔寨違反《渥太华条约》一事诉诸联合国。
7月20日，柬埔寨否認了埋雷指控，並指責泰军偏離2000年《谅解备忘录》所訂立的巡邏路綫，進入了柬埔寨境内佈滿战后遺留地雷的地區，質疑泰方動機。
柬埔寨排雷行动中心代表亨·拉塔纳在脸书发文称：“针对泰国境内新近埋设地雷事件，泰国多家社交媒体显示系其军方所为……”并建议泰国向国际法院提起诉讼。泰国皇家陆军驳斥柬埔寨散布虚假信息，强调柬方提供的影片实为泰国士兵排雷画面。
7月23日，泰方表示另一支由5名士兵組成的泰國巡邏隊在烏汶府南元縣被地雷炸傷，其中1人傷勢嚴重，右腿截肢。泰方將事件歸咎柬埔寨。對此，泰國皇家軍隊發布聲明稱，強烈譴責這一“不人道的行為”，並稱其“威脅了邊境地區的和平與穩定”。柬埔寨否認指控，並表示爆炸發生在柬埔寨柏威夏省的無人區。
同日，泰国決定降低与柬埔寨的外交关系級別，泰国召回了驻金边的大使，并驱逐了柬埔寨驻曼谷的外交人員。柬埔寨就此事表示，泰方关于地雷爆炸的指控毫无根据，纯属捏造，旨在将其不当外交行动的责任转嫁给柬埔寨，同时柬方回应，将与泰国的外交关系降至最低级别，即代办级，宣布召回驻泰国大使馆除必要人员外的所有外交官和工作人员，并同时要求泰国外交官限时离境。

### 衝突升級
2025年7月24日上午，泰国与柬埔寨在两国边境地区至少6个地点发生交火，双方互指对方率先开火。泰国士兵报告称，上午7時35分，柬埔寨无人机在塔莫安通寺前沿空域活动，并发现6名武装柬埔寨士兵逼近泰国基地前方的铁丝网。泰方表示柬埔寨部队上午8時20分于塔莫安通寺以东约200米处向泰方开火。柬埔寨方面通报，上午6時30分起，泰方军队擅自进入塔莫安通寺区域。随后，泰方派遣无人机进行侦察，并于8时30分率先对柬方发动武装袭击，并强行封锁了公众通往塔莫安通寺的道路。柬埔寨国防部表示，谴责泰国对柬埔寨主权和领土完整的野蛮军事侵略，并保留自卫权利。上午9时40分，泰军指控柬埔寨向四色菊府位于居民区附近的东端寺（Prasat Don Tuan）发射BM-21火箭炮。同日泰國陸軍第二军区表示，其于当地时间上午10時51分，從烏汶府出動6架F-16戰機，並於10时58分摧毁了柬埔寨第8與第9步兵旅的指揮部。泰国驻金边大使馆要求旅柬泰国公民立即撤离，並关闭与柬埔寨边境的所有口岸。11时54分，泰方稱柬埔寨士兵向帕農東拉醫院發射了“重型砲彈”，致数人受伤，院方已实施疏散。此外在上午，素林府一社区被两枚BM-21火箭炮擊中，造成2人死亡，2人受伤。四色菊府一加油站遭柬埔寨BM-21“冰雹”火箭炮击中，造成至少8人死亡，包括一名8岁男童。军方已紧急通知素林府、烏汶府和四色菊府的居民立即撤離。柬埔寨首相洪瑪奈請求聯合國安理會就衝突召開「緊急會議」。14时41分，泰国皇家陆军宣称在考萨塔索姆地区成功摧毁两辆柬埔寨坦克。15时，泰國軍方稱發動了代號為「Yuttha Bodin」的陸空聯合攻勢，以回應與柬泰邊境部隊的持續衝突。柬參議院議長洪森稱柬埔寨「別無選擇，只能反擊」，並透露他透過視訊連線參與了軍事指揮。洪森表示，他沒有如泰國媒體報導的那樣出國旅行，並指責泰國軍方加劇了局勢，聲稱泰國正計劃關閉塔莫安通寺的入口。柬埔寨奧多棉吉省省政府表示，已從邊境衝突地區撤離5,000名公民。
柬埔寨国防部发言人馬利·索切塔表示，柬埔寨軍隊佔領了塔克拉貝寺、蒙貝地區和塔莫安通寺。泰國皇家空軍譴責柬埔寨使用武器攻擊平民的行為，並表示「已準備好保衛人民和主權」，否認了柬埔寨媒體泰軍一架F-16戰機被擊落的報導。泰軍聲稱對柬埔寨陣地發動了至少兩次空襲，其中一次襲擊有錄影證實。一段發佈到網路上的影片顯示，泰軍的一架無人機向柬埔寨的數個彈藥庫投擲炸彈，隨後起火墜毀。
7月25日，泰軍當天下午，空軍出動了4架F-16戰機，空襲柬埔寨多個軍事基地，多個軍事目標被摧毀， 泰國皇家海軍宣佈在尖竹汶府和達叻府與柬埔寨接壤的地區實施戒嚴。據泰國衛生部稱，至少有1名士兵和13名平民確認死亡，另有14名士兵和32名平民受傷。泰国内政部表示，泰國已從边境地区疏散了超过10万名泰国民众。而據柬埔寨國防部稱，5名士兵和8名平民死亡，21名士兵和50多名平民受傷。柬埔寨方面表示疏散了2,900多户家庭，另有35,829名柬埔寨人從邊境附近高風險地區撤離。
泰國皇家海軍在網路上發布聲明，指責柬埔寨“故意轟炸泰國醫院、社區和歷史遺跡”是違反了《日内瓦公约》，犯下了戰爭罪。泰國皇家海軍稱，柬埔寨軍隊已在達叻府班查姆拉（Ban Chamrak）發動了新的襲擊。為此，泰國海軍發起了「達叻Piri 1號行動」，旨在擊退柬軍侵占泰國邊境地區。
7月26日凌晨5:40，泰國海軍聲稱已擊退了柬軍的攻擊。同日中午，泰國軍隊向柬埔寨奧多棉吉省多個地區發炮，柬軍還擊。期間，有10枚砲彈落入老挝境內，泰國皇家陸軍將此事歸咎柬埔寨。柬埔寨民航國務秘書處宣佈，當日起所有航班禁飛衝突區域以及波貝市、拜林省和暹粒省部分地區。
7月27日，泰國軍方表示，衝突已造成22人死亡、100多人受傷，近14萬名平民疏散。柬埔寨方面表示有13人喪生，邊境地區有13.5萬人撤離。
7月29日，泰國軍方指控柬方違反停火協議，柬埔寨國防部發言人則否認。
7月31日，柬埔寨国防部发言人表示，泰國將1名柬軍士兵的遗体歸還給柬埔寨，其余20名士兵仍被泰方扣押。

## 談判
6月2日，洪玛奈宣布柬埔寨政府將向國際法院提起訴訟，並表示希望泰國同意將此議題提交國際法院，以避免任何武裝衝突。然而，泰國並不承認國際法院的管轄權。普坦威猜則表示，任何問題都應透過雙邊談判解決。
7月24日，武装冲突爆发后，洪玛奈宣布致函联合国安理会主席，要求安理会紧急召开会议，制止“泰国对柬埔寨主权的侵略”。
7月25日，泰国外交部致函联合国安理会澄清，泰国掌握柬埔寨侵犯其主权的确凿证据，并要求安理会主席将此信分发给所有成员国。他们还发表声明称，柬埔寨的行为违反了国际法，自7月16日和23日泰国士兵踩到地雷以来，柬埔寨的违法行为不断发生。泰国政府呼吁柬埔寨对事件承担责任，立即停止对军事和平民目标的袭击，因为这违反了《日内瓦公约》的多项规定。
7月25日晚些时候，泰国拒绝了美国、中国和马来西亚（现任东盟主席国）的调解提议，表示他们“希望通过双边方式解决问题”。同日，柬埔寨首相洪玛奈透露，柬泰两国最初同意马来西亚首相安华·依布拉欣提出的停火协议，但泰国在停火协议于7月24日午夜生效前一小时反悔。同一天，柬埔寨驻联合国代表谢胶呼吁泰国立即无条件停火。
7月26日，美国总统特朗普分别与柬埔寨首相洪玛奈、泰国代理总理普坦通电话。特朗普表示两国只有结束边境冲突，美国才会考虑与两国达成贸易协议。普坦和洪玛奈都表示願意停火。国务卿马尔科·鲁比奥指出国务院将派遣官员到马协助和谈。
7月27日晚，马来西亚外交部长莫哈末哈山证实，柬泰双方领导人将于第二天在马来西亚举行会晤，进行由安华斡旋的停火谈判。
7月28日下午，安华宣布泰柬两国已同意于当天午夜12时开始无条件停火，结束这场两国之间的冲突。作为东盟轮值主席国，马来西亚愿意协调观察团，以验证并确保共识的落实，并将与其他东盟成员国协商，参与此项观察工作，以展现区域对和平的共同承诺。三国的外交部长与国防部长已被指示制定一项详细的机制，以执行、验证、通报停火情况。
8月7日，柬埔寨与泰国代表在吉隆坡签署停火协议。

## 反应
衝突后柬埔寨首相洪玛奈宣布正推动将此案提交国际法院仲裁，同时申明不希望与泰国发生冲突。泰国已提议柬军在2024年前撤出旧阵地，但柬方以该地区属于其主权为由拒绝。柬方还表示将就Mlm Bei（玉石三角）、Ta Moan Thom寺、Ta Moan Toch和Ta Krabe起诉泰方。同时，柬方否认将关闭边境和取消联合边界委员会（JBC）会议的传闻，称这是挑衅和影响两国军民士气的虚假信息。冲突发生当天，泰国代总理普坦威猜表示，双方都不希望局势升级，会通过雙邊談判方式解决问题，并表示泰国将不承认国际法院对此事的管辖权。
6月5日，柬泰双方展开会谈，以期缓和局面，但未能取得实质成果。普坦声称柬埔寨拒绝了泰国的相关提议，并会在6月7日起在边境加强部署。同日泰国军方宣称有柬埔寨公民频繁越境进入泰国领土，称“这类挑衅行为及柬方的军事集结活动，展现出明确的动武意图”。
6月6日，泰国国家安全委员会召开紧急会议，确定适当措施，并下令关闭边境检查站，据称是因为柬埔寨军队已沿乌汶叻差他尼边境推进了200米。6月17日，柬埔寨宣布已禁止从泰国进口水果和引进电视剧。6月24日，泰方宣布关闭泰柬所有陆路边境口岸，只有少部分人道主義物资可以通過邊境口岸。

### 電話洩露事件
2025年6月15日，泰国总理佩通坦·欽那瓦与柬埔寨参议院议长、前首相洪森通话17分钟，讨论如何和平解决边境危机。18日，一段9分钟的通话录音被泄露。在通话内容中，貝東丹称洪森为“叔叔”，并點名批评一名泰國军事指挥官，指责他虚张声势，她還希望和洪森一起尽力缓和局势。当天稍晚，洪森证实他录下完整通话内容，随后将音频转发给其他官员，還发布在他的Facebook。
泰国与柬埔寨的的爭端原先只是一场小规模事件，随后演变成关乎泰国貝東丹政府生死存亡的政治危机。此次泄密事件导致泰自豪党退出执政联盟，並加剧2025年泰国政治危机。与此同时，泰国有36名参议员向宪法法院提交请愿书，要求將佩通坦停职，并请求法院调查泄露的音频，指控佩通坦存在违宪、缺乏廉洁和严重违反道德标准的行为。
2025年6月19日，泰国外交部召见柬埔寨驻泰国大使洪沙伦，就泄露泰国总理与柬埔寨参议院议长洪森之间的通话内容提出抗议，称柬埔寨的行为“违反外交礼仪，严重违背信任，破坏两国间的关系”。泰国副总理秘书长颂奇表示，他严厉拒绝洪森透过其发言人谢蒂里特向媒体发表的讲话中，提及要将录音片段案提交国际法院的要求，表示洩露事件并非国际问题，但涉及到违反泰国的《计算机犯罪法》，将根据泰国法律向警方报案，若洪森不出庭承认指控，调查人员将向后者发出传票。他总结道，洩露事件会是根据泰国法律，而不是其他国家的法律来应对此案。
2025年7月1日，泰国宪法法院裁定暫停佩通坦·欽那瓦的總理職務，並由副總理素立亞·莊龍倫吉代理，但貝東丹前一天已任命自己為文化部長。後於7月3日由普譚·威乍耶猜接替素立亞代理總理一職。

### 國際反應

#### 东盟成员国
- ：外交部表示，文莱正密切关注局势发展，呼吁双方保持谨慎，并参与沟通协商，以缓和危机。[97]
- 印度尼西亞：政府表示，不希望介入柬泰冲突，更愿意优先考虑受柬泰军事冲突影响的印尼公民的安全。[98]外交部敦促两国根据《东南亚友好合作条约》和《东盟宪章》友好解决彼此关切。[99]
- ：外交部对柬泰边境局势表示严重关切，并敦促双方谨慎行事，找到和平解决当前冲突的办法。[100]
- 马来西亚：首相安华·依布拉欣对局势表示关切，并表示愿意与双方对话，寻求缓和局势、进行和平谈判。[101]
- 緬甸：军政府发言人佐敏吞（英语：Zaw Min Tun (general)）表示，缅方相信泰国、柬埔寨能够和平解决危机，在泰柬两国的缅甸公民应注意自身安全，并向缅甸使领馆寻求协助。[102]
- 菲律賓：外交部强调“保持沟通渠道畅通、确保局势降级的重要性”，希望两国根据国际法与和平解决争端的原则处理此事。[103]
- 新加坡：外交部对冲突表示严重关切，敦促两国保持谨慎并停止敌对行动，通过外交渠道缓和紧张局势，保护所有平民的安全。[104]
- 越南：越南外交部發言人范秋姮於記者會上回應，越南對當前泰國與柬埔寨邊境地區緊張局勢表示關切。泰國和柬埔寨不僅是彼此的鄰國，也是越南的鄰國，同時同為東協的成員。當前最重要的是，雙方應保持最大限度的克制，不使用武力，避免緊張局勢進一步升級，在國際法基本原則、《聯合國憲章》、《東盟憲章》以及《東南亞友好合作條約》的基礎上，本著東協團結友好精神，通過和平方式妥善解決相關問題，以維護雙方和地區的長遠利益。[105]

#### 其他国家
- ：外交贸易部发言人指出，澳大利亚政府对泰柬边境战斗，包括对居民区的轰炸的报道“深感担忧”。[106]外交部长黄英贤敦促双方缓和局势，和平解决边界问题。[107]
- 巴西：外交部建议国民在敌对行动结束前避免前往边境，并要求两国避免发生敌对行动，找到和平解决问题的方式。[108]
- 加拿大：加拿大对泰柬边境附近发生的冲突及平民伤亡报道表示严重关切。加拿大呼吁双方减少敌对行动，开启对话，以寻求和平解决方案。[109]
- 中华人民共和国：中华人民共和国外交部发言人林劍於記者會上回應，泰國和柬埔寨兩國都是中國的友好鄰邦，也是東協重要成員，睦鄰友好，妥處分歧，符合雙方根本和長遠利益。中方對當前事態發展深感擔憂，希望雙方通過對話協商妥善解決問題。從地區國家的共同利益和訴求出發，中方秉持公正公允立場，已經並將繼續以自己的方式做勸和促談的工作，為推動緩局降溫發揮建設性作用。[110]
- 法國：政府对泰国和柬埔寨之间的武装冲突深表关切，并对冲突中遇难者表示哀悼。法国政府还敦促两国立即停止战斗，并根据国际法和平解决分歧。[111]
- 聖座：教宗良十四世为那些受到冲突影响的人们祈祷。[112]
- 印度：外交部表示，正密切关注泰柬边境局势，希望各方共同努力，结束敌对状态，防止局势进一步升级。[113]
- 義大利：外交与国际合作部宣布正与意大利驻曼谷大使馆密切关注泰柬边境局势。[114]
- 日本：外务大臣岩屋毅表示，日本政府对此次冲突深表关切。他还表示，日本希望通过对话和平解决紧张局势，并敦促两国尽可能保持克制。[115]
- ：外交部宣布，正密切关注泰柬边境局势发展，并表示希望双方尽快实现和平。[116]
- 新西兰：外交贸易部在最新的旅行警告中对此次冲突表示担忧。它还敦促各方保持克制、通过外交手段沟通，并表示支持东盟为缓和局势所做的努力。[117]
- 挪威：外交部对泰柬边境日益加剧的对抗表示担忧。它呼吁和平解决冲突，并要求双方避免采取敌对行动。[118]
- 俄羅斯：外交部发言人玛丽亚·扎哈罗娃表示俄罗斯对冲突升级感到担忧，并敦促各方保持克制。[119]
- 沙烏地阿拉伯：沙特阿拉伯呼吁双方谨慎行事，缓和局势，并通过外交途径解决争端，同时表示正在关注泰柬边境局势的升级。[120]
- ：外交部表示，“韩国政府对近期泰国与柬埔寨发生的军事冲突表示严重关切，并敦促泰国和柬埔寨双方缓和紧张局势，通过对话寻求和平解决局势”。[121]
- 斯里蘭卡：斯里兰卡政府呼吁柬埔寨和泰国“尽早进行外交对话，以和平解决分歧”。[122]
- 瑞士：外交事务部对冲突表示担忧，并呼吁各方立即停止暴力冲突，以避免局势进一步升级。[123]
- 英国：外交聯邦及發展事務部印太事務政務次官（英语：Parliamentary Under-Secretary of State for Indo-Pacific）凯瑟琳·韦斯特对平民伤亡表示痛心，并敦促双方保持克制，寻求和平对话。[124]
- 美国: 美国驻泰国大使馆和驻柬埔寨大使馆敦促居住或旅行在泰国-柬埔寨边境附近的美国公民遵守泰国和柬埔寨安全部门的指示。[125][126]随后国务院发言人托马斯·皮戈特发表声明表示，美国敦促停止敌对行动，寻求和平解决争端。[127]
- ：外交部明确表示，正密切关注泰柬边境武装冲突的进展。外交部呼吁各方尊重国际法，寻求和平解决争端的途径。[128]

#### 国际组织
- 欧洲联盟：外交事务发言人阿努阿尔·埃尔·阿努尼代表欧盟表达了关切，并呼吁双方缓和局势，通过和平对话解决冲突。[129]
- 联合国：秘书长安东尼奥·古特雷斯表示他正关切地关注柬埔寨和泰国边境武装冲突的报道，并呼吁双方保持最大限度的克制，本着睦邻友好的精神，通过对话解决问题，以找到争端的持久解决办法。[130]